# Jean de la Vallée

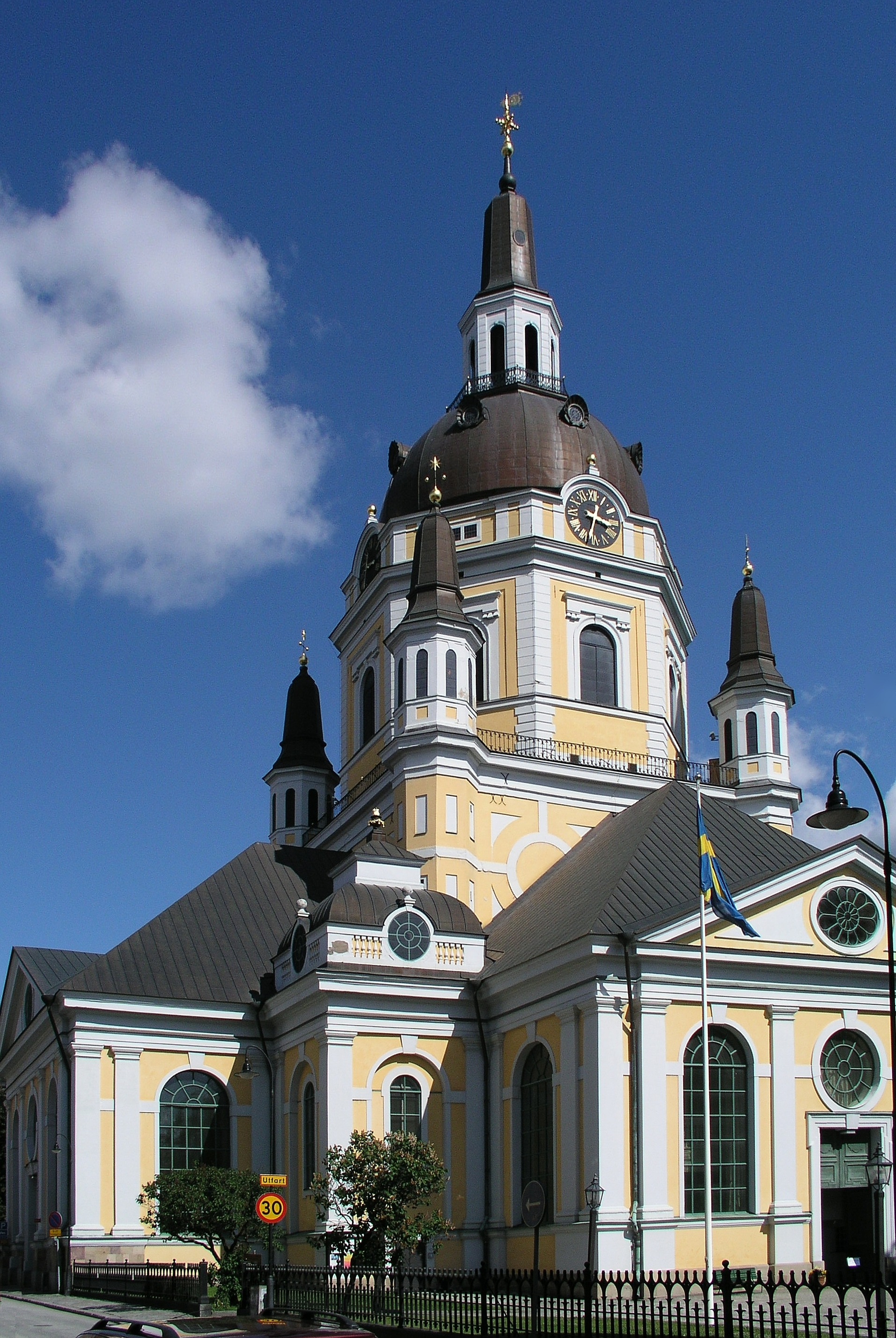
Kostel sv. Kateřiny

Jean de la Vallée (1620 – 12. března 1696, Stockholm, Švédsko) byl barokní architekt francouzského původu, který žil a pracoval ve Švédsku.
Narodil se v rodině Simona de la Vallée, který byl v roce 1642 zabit švédským šlechticem. Jeho otec začal plánovat Dům rytířů (Riddarhuset) ve Stockholmu, a v roce 1660 ho dokončil jeho syn Jean. Sochařskou výzdobu realizoval Jean Baptiste Dusart, který v další letech působil v Kroměříži. Nebylo to však jeho první dílo - už dříve navrhl dva hlavní kostely v centru Stockholmu - kostel sv. Kateřiny v roce 1656 a kostel Hedviky Eleonory v roce 1658. Pracoval také na objednávkách mnoha šlechticů. Vytvořil hrad Karlberg, hrad Skokloster, palác Bonde (v současnosti sídlo Nejvyššího soudu) a přebudoval palác Wrangelovcov (oba se nacházejí v centru Stockholmu). V roce 1680 získal titul "královský a městský architekt" a v roce 1692 byl povýšený na rytíře.